# British Junior Open
Le tournoi British Junior Open est un tournoi de squash, réservé aux jeunes joueurs et joueuses et considéré comme le championnat du monde officieux à l'exception des moins de 19 ans où il existe le championnat du monde junior.
le British Junior Open se répartit en huit compétitions:  Garçons moins de 19 ans,  Garçons moins de 17 ans, Garçons moins de 15 ans, Garçons moins de 13 ans,  Filles moins de 19 ans, Filles moins de 17 ans, Filles moins de 15 ans et Filles moins de 13 ans.
La compétition   Garçons moins de 19 ans est connue sous le nom de Drysdale Cup avant 1999. Il existait les compétitions moins de 16 ans et  moins de 14 ans avant 1999, date à laquelle elles furent remplacées par respectivement moins de 15 ans et moins de 17 ans. Les compétitions moins de 13 ans sont introduites cette même année.

## Palmarès (Garçons)

### Avant 1999
| Année | moins de 14 ans  | moins de 16 ans  | moins de 19 ans (Drysdale Cup avant 1999) |
| ----- | ---------------- | ---------------- | ----------------------------------------- |
| 1952  | tournoi non créé | tournoi non créé | Nigel Broomfield                          |
| 1953  | tournoi non créé | tournoi non créé | Jeremy Lyon                               |
| 1954  | tournoi non créé | tournoi non créé | Nigel Broomfield                          |
| 1955  | tournoi non créé | tournoi non créé | Nigel Broomfield                          |
| 1956  | tournoi non créé | tournoi non créé | Mike Oddy                                 |
| 1957  | tournoi non créé | tournoi non créé | David Jude                                |
| 1958  | tournoi non créé | tournoi non créé | David Medway                              |
| 1959  | tournoi non créé | tournoi non créé | Mike Corby                                |
| 1960  | tournoi non créé | tournoi non créé | David Brazier                             |
| 1961  | tournoi non créé | tournoi non créé | Peter Gerlow                              |
| 1962  | tournoi non créé | tournoi non créé | Peter Gerlow                              |
| 1963  | tournoi non créé | tournoi non créé | Sharif Khan                               |
| 1964  | tournoi non créé | tournoi non créé | Bryan Patterson                           |
| 1965  | tournoi non créé | tournoi non créé | Anil Nayar                                |
| 1966  | tournoi non créé | tournoi non créé | Chris Orriss                              |
| 1967  | tournoi non créé | tournoi non créé | Peter Verow                               |
| 1968  | tournoi non créé | tournoi non créé | Stuart Courtney                           |
| 1969  | tournoi non créé | tournoi non créé | John Richardson                           |
| 1970  | tournoi non créé | tournoi non créé | Peter Verow                               |
| 1971  | tournoi non créé | tournoi non créé | Mohibullah Khan                           |
| 1972  | tournoi non créé | tournoi non créé | Peter Verow                               |
| 1973  | tournoi non créé | tournoi non créé | Barry O'Connor                            |
| 1974  | tournoi non créé | tournoi non créé | Phil Kenyon                               |
| 1975  | tournoi non créé | tournoi non créé | Phil Kenyon                               |
| 1976  | tournoi non créé | tournoi non créé | Gawain Briars                             |
| 1977  | tournoi non créé | tournoi non créé | Gawain Briars                             |
| 1978  | tournoi non créé | tournoi non créé | Glen Brumby                               |
| 1979  | tournoi non créé | Joakim Hirsch    | Glen Brumby                               |
| 1980  | tournoi non créé | Carol Martini    | Stuart Davenport                          |
| 1981  | tournoi non créé | Nigel Stiles     | Sohail Qaiser                             |
| 1982  | Robert Graham    | Asad Ahmed       | Chris Dittmar                             |
| 1983  | Damian Walker    | Danny Meddings   | Jamie Hickox                              |
| 1984  | D Simpson        | Del Harris       | David Lloyd                               |
| 1985  | Peter Marshall   | Damian Walker    | Del Harris                                |
| 1986  | Simon Parke      | Steve Meads      | Del Harris                                |
| 1987  | Stacey Ross      | Simon Parke      | Del Harris                                |
| 1988  | Justin Rennie    | Simon Parke      | Del Harris                                |
| 1989  | Paul Hargrave    | Stacey Ross      | Simon Parke                               |
| 1990  | Chris Tomlinson  | Justin Rennie    | Peter Marshall                            |
| 1991  | Ahmed Barada     | Paul Hargrave    | Simon Parke                               |
| 1992  | Ahmed Faizy      | Ahmed Barada     | Juha Raumolin                             |
| 1993  | Ahmed Faizy      | Ahmed Barada     | Justin Rennie                             |
| 1994  | Ong Beng Hee     | Ahmed Faizy      | Ahmed Barada                              |
| 1995  | Jonathan Kemp    | Ahmed Faizy      | Iain Higgins                              |
| 1996  | Alberto Manso    | Ong Beng Hee     | Ahmed Faizy                               |
| 1997  | James Willstrop  | Alberto Manso    | Ahmed Faizy                               |
| 1998  | Yasser El Halaby | Alberto Manso    | Ong Beng Hee                              |

### Après 1999
| Année | moins de 13 ans                                            | moins de 15 ans                                            | moins de 17 ans                                            | moins de 19 ans                                            |
| ----- | ---------------------------------------------------------- | ---------------------------------------------------------- | ---------------------------------------------------------- | ---------------------------------------------------------- |
| 1999  | Ramy Ashour                                                | Yasser El Halaby                                           | Grégory Gaultier                                           | Nick Matthew                                               |
| 2000  | Ramy Ashour                                                | Omar Refaat                                                | James Willstrop                                            | Karim Darwish                                              |
| 2001  | Tarek Momen                                                | Ramy Ashour                                                | Yasser El Halaby                                           | Grégory Gaultier                                           |
| 2002  | Mohamed Reda                                               | Farhan Mehboob                                             | Safeer Ullah Khan                                          | James Willstrop                                            |
| 2003  | Aamir Atlas Khan                                           | Tarek Momen                                                | Yasir Butt                                                 | Safeer Ullah Khan                                          |
| 2004  | Waqar Mehboob                                              | Aamir Atlas Khan                                           | Omar Mosaad                                                | Saurav Ghosal                                              |
| 2005  | Farhan Zaman                                               | Shoaib Hassan                                              | Omar Mosaad                                                | Basit Ashfaq                                               |
| 2006  | Karim Ali Fathi                                            | Mohamed El Shorbagy                                        | Mohamed Reda                                               | Ramy Ashour                                                |
| 2007  | Nasir Iqbal                                                | Amr Khaled Khalifa                                         | Mohamed El Shorbagy                                        | Omar Mosaad                                                |
| 2008  | Osama Khalifa                                              | Karim Ali Fathi                                            | Karim Abdel Gawad                                          | Mohamed El Shorbagy                                        |
| 2009  | Amr Aboul Souad                                            | Mahesh Mangaonkar                                          | Amr Khaled Khalifa                                         | Mohamed El Shorbagy                                        |
| 2010  | Youssef Mohamed                                            | Shehab Essam                                               | Marwan El Shorbagy                                         | Mohamed El Shorbagy                                        |
| 2011  | Eain Yow Ng                                                | Mohamed El Gawarhy                                         | Mazen Gamal                                                | Ali Farag                                                  |
| 2012  | Ziad Sakr                                                  | Israr Ahmed                                                | Shehab Essam                                               | Marwan El Shorbagy                                         |
| 2013  | Mohamed El Shamy                                           | Eain Yow Ng                                                | Diego Elías                                                | Fares Dessouky                                             |
| 2014  | Mohamed El Shamy                                           | Youssef Ibrahim                                            | Youssef Soliman                                            | Ahmad Al-Saraj                                             |
| 2015  | Yahya Elnawasany                                           | Marwan Tarek                                               | Eain Yow Ng                                                | Diego Elías                                                |
| 2016  | Sam Todd                                                   | Omar El Torkey                                             | Youssef Ibrahim                                            | Youssef Soliman                                            |
| 2017  | Denis Gilevskiy                                            | Yahya Elnawasany                                           | Marwan Tarek                                               | Velavan Senthilkumar                                       |
| 2018  | Jonah Bryant                                               | Sam Todd                                                   | Mostafa Asal                                               | Marwan Tarek                                               |
| 2019  | Abdallah Eissat                                            | Ameeshenraj Chandaran                                      | Yahya Elnawasany                                           | Mostafa Asal                                               |
| 2020  | Youssef Salem                                              | Hamza Khan                                                 | Sam Todd                                                   | Moustafa El Sirty                                          |
| 2021  | annulé en raison de la pandémie de Covid-19 au Royaume-Uni | annulé en raison de la pandémie de Covid-19 au Royaume-Uni | annulé en raison de la pandémie de Covid-19 au Royaume-Uni | annulé en raison de la pandémie de Covid-19 au Royaume-Uni |
| 2022  | annulé en raison de la pandémie de Covid-19 au Royaume-Uni | annulé en raison de la pandémie de Covid-19 au Royaume-Uni | annulé en raison de la pandémie de Covid-19 au Royaume-Uni | annulé en raison de la pandémie de Covid-19 au Royaume-Uni |
| 2023  | Carlton Capella                                            | Marwan Asal                                                | Youssef Salem                                              | Finnlay Withington                                         |
| 2024  | Malek Helmy                                                | Philopater Saleh                                           | Youssef Salem                                              | Mohamed Zakaria                                            |
| 2025  | Muhammad Sohail Adnan                                      | Vivaan Metah                                               | Seifeldin Refaay                                           | Eiad Daoud                                                 |

### Garçons champions par pays depuis 1999
| Pays       | U-13 | U-15 | U-17 | U-19 | Total |
| ---------- | ---- | ---- | ---- | ---- | ----- |
| Égypte     | 14   | 15   | 17   | 16   | 62    |
| Pakistan   | 5    | 5    | 2    | 2    | 14    |
| Angleterre | 3    | 1    | 2    | 3    | 9     |
| Malaisie   | 1    | 2    | 1    | 0    | 4     |
| Inde       | 0    | 1    | 0    | 2    | 3     |
| France     | 0    | 0    | 1    | 1    | 2     |
| Pérou      | 0    | 0    | 1    | 1    | 2     |
| États-Unis | 1    | 1    | 0    | 0    | 2     |
| Jordanie   | 0    | 0    | 0    | 1    | 1     |
| Irlande    | 1    | 0    | 0    | 0    | 1     |

## Liste des vainqueurs par compétition (Filles)

### Avant 1999
| Année | moins de 14 ans   | moins de 16 ans  | moins de 19 ans   |
| ----- | ----------------- | ---------------- | ----------------- |
| 1968  | tournoi non créé  | tournoi non créé | Mandy Holdsworth  |
| 1969  | tournoi non créé  | tournoi non créé | Mandy Holdsworth  |
| 1970  | tournoi non créé  | tournoi non créé | Karen Gardner     |
| 1971  | tournoi non créé  | tournoi non créé | Carol Machin      |
| 1972  | tournoi non créé  | tournoi non créé | Gillian Finch     |
| 1973  | tournoi non créé  | tournoi non créé | Jayne Ashton      |
| 1974  | tournoi non créé  | tournoi non créé | Jayne Ashton      |
| 1975  | tournoi non créé  | tournoi non créé | Jayne Ashton      |
| 1976  | tournoi non créé  | tournoi non créé | Jayne Ashton      |
| 1977  | tournoi non créé  | tournoi non créé | Katarina Due-Boje |
| 1978  | tournoi non créé  | tournoi non créé | Ruth Strauss      |
| 1979  | tournoi non créé  | tournoi non créé | Carin Clonda      |
| 1980  | tournoi non créé  | tournoi non créé | Alison Cumings    |
| 1981  | tournoi non créé  | Lucy Soutter     | Ruth Strauss      |
| 1982  | tournoi non créé  | Lucy Soutter     | Suzanne Burgess   |
| 1983  | tournoi non créé  | Lucy Soutter     | Lucy Soutter      |
| 1984  | tournoi non créé  | Senga Macfie     | Lucy Soutter      |
| 1985  | tournoi non créé  | Carolyn Mett     | Tracy Cunliffe    |
| 1986  | tournoi non créé  | Sue Wright       | Senga Macfie      |
| 1987  | tournoi non créé  | Melissa Fryer    | Donna Vardy       |
| 1988  | tournoi non créé  | Cassie Jackman   | Donna Vardy       |
| 1989  | tournoi non créé  | Sabine Schöne    | Donna Vardy       |
| 1990  | tournoi non créé  | Sabine Schöne    | Cassie Jackman    |
| 1991  | Stephanie Brind   | Jenny Tranfield  | Cassie Jackman    |
| 1992  | Laura Hamilton    | Pamela Pancis    | Sabine Schöne     |
| 1993  | Isabelle Stoehr   | Natalie Grainger | Sabine Schöne     |
| 1994  | Vicky Lankester   | Tania Bailey     | Jenny Tranfield   |
| 1995  | Elisabet Sadó     | Tania Bailey     | Jade Wilson       |
| 1996  | Nicol David       | Simone Leifels   | Tracey Shenton    |
| 1997  | Nicol David       | Elisabet Sadó    | Kim Hannes-Teunen |
| 1998  | Omneya Abdel Kawy | Nicol David      | Tania Bailey      |

### Après 1999
| Année | moins de 13 ans                                            | moins de 15 ans                                            | moins de 17 ans                                            | moins de 19 ans                                            |
| ----- | ---------------------------------------------------------- | ---------------------------------------------------------- | ---------------------------------------------------------- | ---------------------------------------------------------- |
| 1999  | Sara Badr                                                  | Omneya Abdel Kawy                                          | Nicol David                                                | Elisabet Sadó                                              |
| 2000  | Sara Badr                                                  | Omneya Abdel Kawy                                          | Manuela Zehnder                                            | Nicol David                                                |
| 2001  | Raneem El Weleily                                          | Sara Badr                                                  | Michelle Quibell                                           | Omneya Abdel Kawy                                          |
| 2002  | Shahenga Osama                                             | Raneem El Weleily                                          | Kasey Brown                                                | Omneya Abdel Kawy                                          |
| 2003  | Alia Balbaa                                                | Raneem El Weleily                                          | Joshna Chinappa                                            | Omneya Abdel Kawy                                          |
| 2004  | Heba El Torky                                              | Annie Au                                                   | Raneem El Weleily                                          | Omneya Abdel Kawy                                          |
| 2005  | Nour El Tayeb                                              | Heba El Torky                                              | Raneem El Weleily                                          | Joshna Chinappa                                            |
| 2006  | Tan Yan Xin                                                | Heba El Torky                                              | Camille Serme                                              | Lina El Tannir                                             |
| 2007  | Nour El Sherbini                                           | Olivia Blatchford                                          | Heba El Torky                                              | Raneem El Weleily                                          |
| 2008  | Nour El Sherbini                                           | Nour El Tayeb                                              | Dipika Pallikal                                            | Camille Serme                                              |
| 2009  | Yathreb Adel                                               | Nour El Sherbini                                           | Nour El Tayeb                                              | Low Wee Wern                                               |
| 2010  | Mayar Hany                                                 | Yathreb Adel                                               | Nour El Tayeb                                              | Nour El Sherbini                                           |
| 2011  | Habiba Mohamed                                             | Salma Hany                                                 | Emily Whitlock                                             | Nour El Tayeb                                              |
| 2012  | Habiba Mohamed                                             | Nouran Gohar                                               | Yathreb Adel                                               | Nour El Sherbini                                           |
| 2013  | Hania El Hammamy                                           | Habiba Mohamed                                             | Yathreb Adel                                               | Emily Whitlock                                             |
| 2014  | Aifa Azman                                                 | Sivasangari Subramaniam                                    | Habiba Mohamed                                             | Yathreb Adel                                               |
| 2015  | Jessica Keng                                               | Hania El Hammamy                                           | Habiba Mohamed                                             | Nouran Gohar                                               |
| 2016  | Sana Mahmoud                                               | Aifa Azman                                                 | Hania El Hammamy                                           | Nouran Gohar                                               |
| 2017  | Salma Eltayeb                                              | Nour Aboulmakarim                                          | Hana Moataz                                                | Hania El Hammamy                                           |
| 2018  | Sehveetrraa Kumar                                          | Aira Azman                                                 | Aifa Azman                                                 | Sivasangari Subramaniam                                    |
| 2019  | Amina Orfi                                                 | Salma Eltayeb                                              | Marina Stefanoni                                           | Hania El Hammamy                                           |
| 2020  | Amina Orfi                                                 | Fayrouz Aboelkheir                                         | Sana Ibrahim                                               | Jana Shiha                                                 |
| 2021  | annulé en raison de la pandémie de Covid-19 au Royaume-Uni | annulé en raison de la pandémie de Covid-19 au Royaume-Uni | annulé en raison de la pandémie de Covid-19 au Royaume-Uni | annulé en raison de la pandémie de Covid-19 au Royaume-Uni |
| 2022  | annulé en raison de la pandémie de Covid-19 au Royaume-Uni | annulé en raison de la pandémie de Covid-19 au Royaume-Uni | annulé en raison de la pandémie de Covid-19 au Royaume-Uni | annulé en raison de la pandémie de Covid-19 au Royaume-Uni |
| 2023  | Habiba Rizk                                                | Anahat Singh                                               | Madison Ho                                                 | Amina Orfi                                                 |
| 2024  | Layan Moustafa                                             | Malika El Karasky                                          | Nadien Elhammamy                                           | Fayrouz Aboelkheir                                         |
| 2025  | Salma Elbaz                                                | Habiba Rizk                                                | Anahat Singh                                               | Jana Swaify                                                |

### Filles champions par pays depuis 1999
| Pays       | U-13 | U-15 | U-17 | U-19 | Total |
| ---------- | ---- | ---- | ---- | ---- | ----- |
| Égypte     | 21   | 19   | 13   | 18   | 71    |
| Malaisie   | 4    | 3    | 2    | 3    | 12    |
| Inde       | 0    | 1    | 3    | 1    | 5     |
| États-Unis | 0    | 1    | 3    | 0    | 4     |
| Angleterre | 0    | 0    | 1    | 2    | 3     |
| France     | 0    | 0    | 1    | 1    | 2     |
| Espagne    | 0    | 0    | 0    | 1    | 1     |
| Australie  | 0    | 0    | 1    | 0    | 1     |
| Suisse     | 0    | 0    | 1    | 0    | 1     |
| Hong Kong  | 0    | 1    | 0    | 0    | 1     |